# Megachile hoffmanseggiae
Megachile hoffmanseggiae är en biart som beskrevs av Jörgensen 1912. Megachile hoffmanseggiae ingår i släktet tapetserarbin, och familjen buksamlarbin. Inga underarter finns listade i Catalogue of Life.